# Хані (фільм)
Хані — мелодрама 2003 року.

## Сюжет
Талановита танцюристка Хані Денієлз все життя чекала, коли вона зможе показати свій танець усьому світу. Удень Хані навчає хіп-хопу сусідських дітей, а вночі підробляє барвумен. В одну з таких ночей вона виходить на танцпол. Майстерність і елегантність її танцю, унікальна пластика рухів привертають до Хані увагу відвідувачів. І в нагороду за терпіння їй випадає шанс, може бути, один з мільйона: знаменитий режисер, побачивши Хані в клубі, пропонує їй знятися в епізоді в підтанцьовці. На зйомках розкриваються її приголомшливі можливості. Тепер заповітна мрія Хані може втілитися в життя. Але успіх йде так само швидко, як і приходить.